# Kurhalle im Luisenhain Bamberg

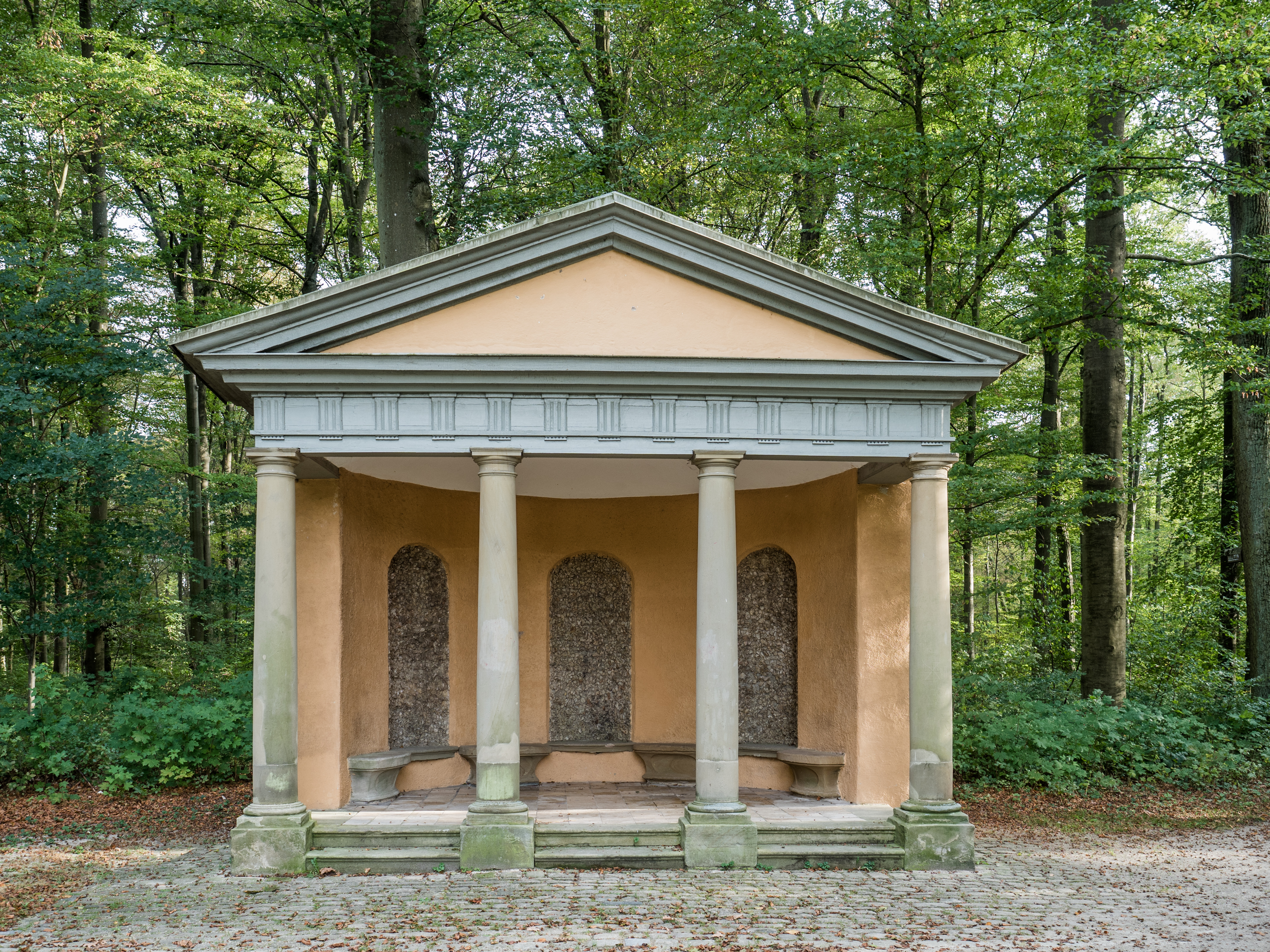
Kurhalle im Luisenhain (2016)

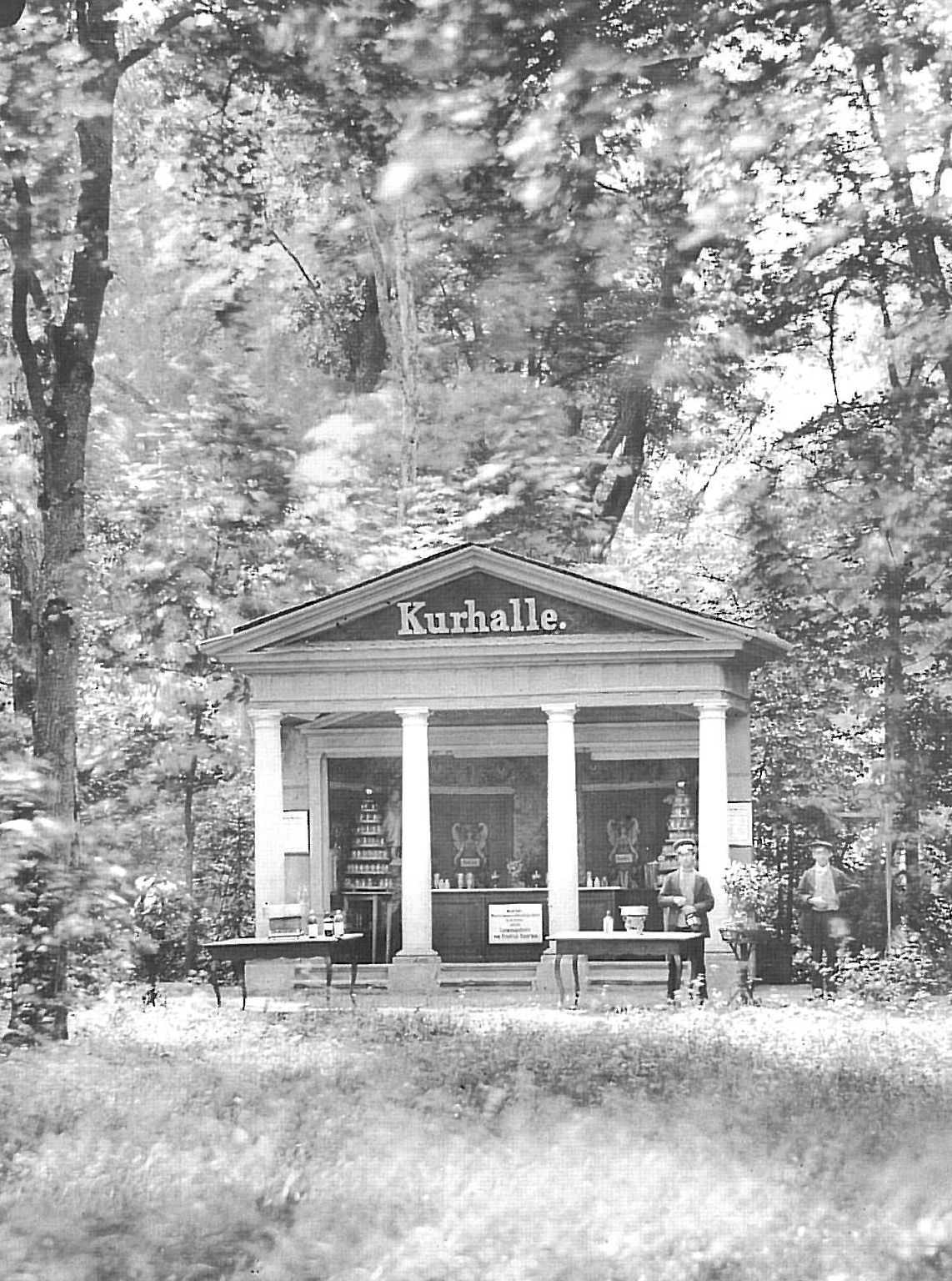
Kurhalle im Luisenhain (1879; aus: Peter Moser: Das Album des Alois Erhardt. Babenberg Verlag GmbH, Bamberg 2002. ISBN 3-933469-07-4)

Die Kurhalle im Luisenhain Bamberg (heute: Ruhetempel) ist ein Bauwerk in der kreisfreien Stadt Bamberg im bayerischen Regierungsbezirk Oberfranken. Das Baudenkmal im Luisenhain trägt die BLfD-Aktennummer D-4-61-000-231.

## Geschichte
Das Bauwerk wurde im Jahr 1808 als Kurhalle im Theresienhain errichtet. Heute wird es als Ruhetempel bezeichnet. 